# Amazon Music
Amazon Music (precedentemente noto come Amazon MP3) è un servizio di streaming musicale sviluppato da Amazon. È stato distribuito in versione beta per la prima volta dalla compagnia il 25 settembre 2007, negli Stati Uniti.
A gennaio 2020 la piattaforma conta 55 milioni di utenti.

## Storia
Nel gennaio 2008, dopo pochi mesi dal rilascio della versione beta, divenne il primo store digitale a vendere musica delle quattro principali etichette discografiche (EMI, Universal, Warner e Sony BMG), oltre a molte altre indipendenti, senza però avere la gestione dei diritti digitali (DRM). Tutti i brani erano originariamente venduti in formato MP3 da 256 kilobit per secondo. Dopo gli Stati Uniti, Amazon MP3 venne lanciato nel Regno Unito il 3 dicembre 2008, in Germania il 1º aprile 2009 e in Francia il 10 giugno 2009. L'edizione tedesca venne poi resa disponibile in Austria e Svizzera a partire dal 3 dicembre 2009. Il 10 novembre 2010 Amazon MP3 arrivò anche in Giappone. Le edizioni spagnola e italiana invece vennero rese disponibili il 4 ottobre 2012.
Il 17 settembre 2019, Amazon Music ha annunciato il lancio di Amazon Music HD, che avrebbe fornito audio in qualità lossless con oltre 50 milioni di brani in alta definizione (16 bit/44,1 kHz) e milioni di brani in altissima definizione (24(bit)/44(kHz), 24/48, 24/96, 24/192), l'audio in streaming della massima qualità disponibile. Il servizio di streaming HD è stato successivamente reso disponibile gratuitamente a tutti gli utenti iscritti alla versione Unlimited della piattaforma, il 17 maggio 2021.

## Caratteristiche e funzioni
Al momento del lancio, Amazon offriva oltre 2 milioni di brani di più di 180.000 artisti e oltre 20.000 etichette, tra cui EMI Music e Universal Music Group, solo ai clienti che si trovano negli Stati Uniti. Nel dicembre 2007 Warner Music ha aggiunto il proprio catalogo alla piattaforma e nel gennaio 2008 anche Sony BMG. Nel 2014 il catalogo conta circa 29,1 milioni di brani.

### Servizi streaming
Oltre allo store digitale, Amazon Music offre anche musica in streaming.
Music Prime
Music Prime è un servizio che offre streaming di un catalogo musicale limitato, è disponibile per gli abbonati ad Amazon Prime senza costi aggiuntivi in diversi paesi a partire dalla metà del 2014. Da aprile 2021 vengono introdotti anche i podcast disponibili per l'ascolto tramite la piattaforma.
Music Unlimited
È un servizio di streaming con un catalogo completo ed è disponibile come livello aggiuntivo o come abbonamento autonomo a partire dalla fine del 2016. L'India è l'unico paese ad offrire l'intero catalogo agli abbonati Prime senza dei costi aggiuntivi.

## Partnership
Il titolo del 2008 di Rockstar Games Grand Theft Auto IV si collega ad Amazon MP3. I giocatori possono registrarsi sul sito web del Social Club di Rockstar Games per ricevere e-mail al di fuori del gioco contenente un collegamento per acquistare brani contrassegnati da Amazon MP3.
Myspace ha venduto musica da Amazon MP3 nella sezione MySpace Music da settembre 2008.
Il 24 giugno 2021 Amazon ha annunciato l'acquisizione di Art19, un'importante piattaforma di podcast e monetizzazione.